# Henri Young
Henri Théodore Young, né le 20 juin 1911 à Kansas City et disparu en 1972, est un prisonnier d'Alcatraz. En 1939, il tente de s'échapper de la prison avec deux complices Arthur Barker et Rufus McCain. Il est rendu célèbre grâce au film Meurtre à Alcatraz.

## Son histoire
Selon la légende popularisée par le film, à l'âge de 17 ans et pour sauver la vie de sa sœur, Young vole 5 dollars pour nourrir celle-ci. En réalité braqueur de banque, ayant brutalisé et tué au moins un otage en 1933, Young est envoyé en prison en 1936. Après quelque temps passé dans les prisons de l'État de Washington, il est envoyé à la prison fédérale sur l'île d'Alcatraz. Le 13 janvier 1939, il tente de s'échapper avec Arthur Barker et Rufus McCain. Mais il se fait prendre et retourne à Alcatraz. Un an plus tard, Young assassine Rufus McCain avec une cuillère de la cantine de la prison ; il ne révélera jamais ses motivations. En 1972, il est mis en liberté conditionnelle. Il a disparu depuis. Personne ne sait ce qu’il est devenu. S'il est encore vivant aujourd'hui, il aurait plus de 110 ans.

## L'évasion
La nuit du 13 janvier 1939, Young, Rufus McCain et Arthur Barker tentent de s'échapper mais arrivés au pied de l'île, Barker est abattu par un garde, et Young et McCain sont attrapés. Ils sont tous les deux directement placés en isolement. Young tuera McCain un an plus tard en lui plantant une cuillère dans le cou. Il ne révélera jamais ses motivations.

## Le Young du filmMeurtre à Alcatraz
Le Henri Young du film (joué par Kevin Bacon) est un jeune prisonnier condamné à onze ans de prison pour avoir volé cinq dollars en essayant de nourrir sa petite sœur. En 1939, il tente de s'échapper, après quoi il passe trois ans en isolement. Le jour de sa sortie de l'isolement, il tue Rufus McCain avec une cuillère. 
Il est retrouvé mort après avoir gagné son procès, en écrivant le mot « Victoire » sur le mur de la cellule.

## Filmographie
- Dans Meurtre à Alcatraz (1995), Henri Young est interprété par Kevin Bacon.